# Itá Enramada (Asunción)
Ita Enramada es un barrio ubicado al sur de la ciudad de Asunción, Paraguay. (Anteriormente pertenecía a Central, pero mediante a un problema por la toma del Cerro lambaré, pasó a pertenecer a Asunción

## Límites
Limita con el río Paraguay por el oeste y el sur, con la ciudad de Lambaré por el este y con el barrio Republicano y el cerro Lambaré al norte. En el barrio y a orillas del río Paraguay se ubica el área de Control Integrado (ACI), que controla el paso fronterizo entre Asunción y la ciudad de Clorinda en Argentina.

## Toponimia
Itá Enramada quiere decir 'Piedra enramada' y se compone de dos palabras: ' itá', del guaraní que significa 'piedra', y 'enramada', del castellano que significa 'cubierto con ramas'.

## Arquitectura
Hay diversos edificios característicos del barrio:
- Puerto Itá Enramada, un puerto naval ubicado al sur del barrio, donde funciona actualmente un servicio de balsa que va desde Itá Enramada hasta Puerto Pilcomayo, Argentina.[4]
- Asociación Paraguaya de Caza y Pesca (APCP), club dedicado a la pesca y a la caza, donde se organizan torneos de pesca.[5]
- Astilleros CAVEL, empresa dedicada a la fabricación de lanchas.[6]
- Compañía Cervecera Asunción, fábrica de cervezas.
- Megacadena de Comunicación, una empresa que fusiona contenidos radiales tanto en AM como en FM, respectivamente sobre la Av. Perón esq. Concepción Yegros.
- Los Angeles Inn.